# Primož Kozmus
Primož Kozmus [prímoš kózmus], slovenski atlet, metalec kladiva, * 30. september 1979, Novo mesto, Slovenija.
Kozmus je nekdanji olimpijski in svetovni prvak v metu kladiva, zaposlen je v Slovenski vojski.

## Zasebno življenje
Poročen je s pet let mlajšo Majo Kodrič, zdaj Kozmus s katero imata dva otroka. Njun prvi otrok je hči Maria Rosa (rojena septembra 2010) in sin Maks (rojen julija 2013). Vodita gostinski lokal in hostel v Brestanici, sam pa ima še zasebno atletsko šolo na Senovem.

## Življenjepis
Osnovno šolo je obiskoval v Brestanici, medtem ko je obiskoval srednjo šolo v Brežicah; tu se je pričel aktivno ukvarjati s športom. Sprva je bil aktiven v moštvenih športih (rokomet, nogomet, odbojka), nato pa se je pričel ukvarjati z atletiko; najprej je tekmoval v skoku v višino, nato pa se je po vzoru svoje sestre začel ukvarjati z metom kladiva.

## Športna kariera

### Pregled kariere
Leta 1996 je postal mladinski državni rekorder in leta 2000 tudi članski rekorder.
Bil je član slovenske odprave na olimpijskih igrah v Atenah 2004 in slovenske odprave na olimpijskih igrah v Pekingu 2008. V Pekingu je postal olimpijski prvak v metu kladiva, točno leto dni pozneje pa v Berlinu še svetovni prvak. Je tudi prvi Slovenec, ki je na olimpijskih igrah in svetovnem prvenstvu v atletiki prejel zlato medaljo.
2. septembra 2009 je na mednarodnem mitingu v Celju dosegel izid 82,58 m in s tem postavil svoj nov osebni in državni rekord ter najboljši izid sezone na svetu.
7. oktobra 2009 je nepričakovano sporočil, da vsaj začasno iz osebnih razlogov končuje svojo kariero. Prekinitev je trajala eno leto, do 25. oktobra 2010, ko je javnosti sporočil, da se vrača v aktivni šport in da se bo udeležil olimpijskih iger leta 2012 v Londonu.

### Pregled dosežkov
- 13. mesto; Mlajše člansko evropsko prvenstvo, Amsterdam 2001; 66,66 m
- 6. mesto; SPAR pokal, Budimpešta 2001; 65,12 m
- 5. mesto; Sredozemske igre, Tunis 2001; 71,36 m
- 24. mesto, Evropsko prvenstvo, München 2002; 72,36 m
- 1. mesto; SPAR pokal, Sevilla 2002; 72,98 m
- 5. mesto, Svetovno prvenstvo, Pariz 2003; 79,68 m
- 2. mesto, SPAR pokal, Velenje 2003; 75,88 m
- 6. mesto; Olimpijske igre, Atene 2004; 78.56 m
- 2. mesto; Svetovno prvenstvo, Osaka 2007; 82,29 m
- 1. mesto; Olimpijske igre, Peking 2008; 82,02 m
- 1. mesto, Josef Odlozil Memorial, Praga 2008, 79,60 m
- 1. mesto, EEA miting, Varšava 2008; 80,07 m
- 1. mesto, Grand Prix, Ostrava 2008; 80,27 m
- 1. mesto, Finale svetovne atletike IAAF 2008, Stuttgart, 79,99 m
- 1. mesto; Svetovno prvenstvo v atletiki, Berlin 2009; 80,84 m
- 1. mesto, Finale svetovne atletike IAAF 2009, Solun, 79,80 m
- 3. mesto, Svetovno prvenstvo v atletiki, Daegu 2011; 79,39 m[6]
- 2. mesto; Olimpijske igre, London 2012; 79,36 m

### Rekordi
- 82,58 m – osebni in slovenski rekord, 2009

## Nagrade in priznanja
- naj atlet Slovenije leta 2003[7]
- naj atlet Slovenije 2004
- najboljši slovenski športnik 2007[8]
- Bloudkova plaketa (2007)
- najboljši slovenski športnik 2008
- Bloudkova nagrada (2008)[9]
- najboljši slovenski športnik 2009[3]
- red za zasluge Republike Slovenije (2009): za velike dosežke na področju športa, v atletiki[10]
- Atlet leta AZS ( 2007[11], 2008 [12], 2009[13], 2011[14], 2012[15] )